# Complejo de Botzinger
En los mamíferos, el complejo de Bötzinger (BötC) es un grupo de neuronas localizadas en la médula ventrolateral rostral y la columna respiratoria ventral. En la médula, este grupo se localiza en dirección caudal al núcleo facial y ventral al núcleo ambiguo.

## Función
El complejo de Bötzinger desempeña un papel importante en el control de la respiración y en la respuesta a la hipoxia. El complejo de Bötzinger está formado principalmente por neuronas glicinérgicas que inhiben la actividad respiratoria. De las fases del ciclo respiratorio, BötC genera actividad postinspiratoria (Post-I) y actividad espiratoria aumentativa (aug-e).

## Nombre
El complejo de Bötzinger fue bautizado por el profesor de la UCLA Jack Feldman en 1978, a raíz de una botella de vino blanco llamado Botzinger presente en su mesa durante una reunión científica celebrada ese año en Hirschhorn (Alemania).

## Conexiones
El Complejo de Bötzinger tiene proyecciones a
- Neuronas premotoras frénicas en el bulbo raquídeo [12]
- Neuronas motoras frénicas en la médula espinal cervical [13][14]
- El grupo respiratorio dorsal (DRG) [13] [15]
- Grupo respiratorio ventral (GVR) [12] [13] [16]
- Complejo pre-Bötzinger [17]
- Complejo de Bötzinger [18][13] [19][20]
- Núcleo parabraquial de Kolliker-Fuse [21]

Sólo las neuronas espiratorias aumentadoras de BötC, que son exclusivamente glicinérgicas, se proyectan al núcleo frénico.
Las proyecciones al complejo Bötzinger incluyen el núcleo del tracto solitario (NTS)  el DRG y el VRG.

## Fisiología
Estas neuronas son marcapasos intrínsecos. Las neuronas Post-I muestran un estallido inicial de actividad seguido de una disminución de la actividad al final de la inspiración. Las neuronas aug-E comienzan a disparar durante la fase E2 y terminan antes del estallido del nervio frénico.